# Martinhada
Martinhada, ou Revolta da Martinhada, que na gíria política do tempo também aparece referida como o imbróglio ou a pavorosa, foi um golpe político-militar desencadeado a 11 de Novembro de 1820, dia de São Martinho (daí o nome), por um grupo de chefias militares, ditos os exaltados, mas com o apoio de uma vasta coligação informal de grupos políticos e sociais, contra a governação da Junta Provisional do Governo Supremo do Reino.
O golpe teve mais relevo para os grupos mais conservadores do exército e da sociedade, próximos das ideias absolutistas e anti-constitucionais, mas foi o produto de uma aliança contra-natura entre eles e os burgueses ou liberais mais radicais que pretendiam a imediata adopção da Constituição de Cádis. Todos eles empenhados em controlar o poder nascido da revolução. Alguns dos seus membros iam ao ponto de pretender uma Constituição ainda mais liberal do que a espanhola.
Os golpistas pretendiam o afastamento imediato de Manuel Fernandes Tomás e do tipo de liberalismo que então dominava a política portuguesa. 
Entre os envolvidos do lado dos revoltosos, estavam o brigadeiro Gaspar Teixeira de Magalhães e Lacerda, Sebastião Drago Valente de Brito Cabreira, o brigadeiro António da Silveira Pinto da Fonseca, Joaquim Teles Jordão e Bernardo de Sá Nogueira. 
A Martinhada teve sucesso efémero, já que a 17 de Novembro a resposta rápida de alguns dirigentes liberais, de vários chefes militares, de homens do comércio, da maçonaria e da imprensa fez fracassar esta conspiração.
O que tinha começado por ser uma revolta politicamente controlada pelos conservadores e absolutistas culminou no seu afastamento do campo da revolução vintista e na radicalização desta no sentido liberal.
Assim ocorre um contra-golpe vitorioso que repõe Manuel Fernandes Tomás no poder e, com ele, frei Francisco de São Luís e José da Silva Carvalho.
Em consequência, alguns dos líderes do processo (Gaspar Teixeira de Magalhães e Lacerda, António da Silveira Pinto da Fonseca e Bernardo de Sá Nogueira) são forçados ao desterro.
A Constituição de Cádis é apenas parcialmente adoptada, restringindo-se o seu uso às instruções eleitorais. Daí resultou a adopção, a 22 de Novembro de 1820, de novas instituições para a eleição de deputados, constituídas segundo o método espanhol de Cádis.
Com essas instruções, as eleições para as Cortes Gerais Extraordinárias e Constituintes da Nação Portuguesa realizam-se entre 10 e 27 de Dezembro.